# American Dialect Society
L'American Dialect Society, créée en 1889, est une société savante vouée à l'étude de la langue anglaise en Amérique du Nord, et aux autres langues ou dialectes qui y sont parlés ou l'ayant influencée.
Elle publie régulièrement un journal nommé American Speech et édite chaque année une liste des mots de l'année, The Word of the Year.

## Historique
L'organisation a été fondée dans le cadre d'un effort visant à créer un dictionnaire complet de dialectes américains, un effort de près d'un siècle qui a abouti à la publication du Dictionary of American Regional English. En 1889, lorsque Joseph Wright commença à éditer l’English Dialect Dictionary, un groupe de philologues américains fonda l’American Dialect Society dans le but ultime de produire un ouvrage similaire pour les États-Unis.
Les membres de la Société ont commencé à rassembler du matériel, dont une grande partie a été publiée dans la revue Dialect Notes de la Société, mais peu a été fait pour compiler un dictionnaire enregistrant l'usage à l'échelle nationale jusqu'à ce que Frederic G. Cassidy soit nommé rédacteur en chef en 1963. Le premier volume du Dictionnaire of American Regional English, couvrant les lettres A-C, a été publié en 1985. L'autre projet majeur de la Société est l'Atlas linguistique des États-Unis et du Canada.

## Word of the Year
| Année | Mot                                 | Observations |
| ----- | ----------------------------------- | --- |
| 1990  | bushlips                            | (similar to "bullshit" – stemming from President George H. W. Bush's 1988 "Read my lips: no new taxes" broken promise) |
| 1991  | The mother of all                   | (as in Saddam Hussein's foretold "Mother of all battles")                                                              |
| 1992  | Not!                                | (meaning "just kidding")                                                                                               |
| 1993  | information superhighway            | |
| 1994  | cyber, morph                        | (to change form) |
| 1995  | Web and (to) newt                   | (to act aggressively as a newcomer),.                                                                                  |
| 1996  | mom                                 | (as in "soccer mom"),.                                                                                                 |
| 1997  | millennium bug                      | , |
| 1998  | e-                                  | (as in "e-mail"),. |
| 1999  | Y2K                                 | , |
| 2000  | chad                                | (from the 2000 Presidential Election controversy in Florida),.                                                         |
| 2001  | 9-11, 9/11 or September 11          | , |
| 2002  | weapons of mass destruction (WMDs)  | , |
| 2003  | metrosexual                         | , |
| 2004  | red state, blue state, purple state | (from the 2004 presidential election),.                                                                                |
| 2005  | truthiness                          | popularized on The Colbert Report,.                                                                                    |
| 2006  | plutoed                             | (demoted or devalued, as happened to the former planet Pluto),.                                                        |
| 2007  | subprime                            | (an adjective used to describe a risky or less than ideal loan, mortgage, or investment).                              |
| 2008  | bailout                             | (a rescue by government of a failing corporation)                                                                      |
| 2009  | tweet                               | (a short message sent via the Twitter service)                                                                         |
| 2010  | app                                 | [ 28 ] |
| 2011  | occupy                              | (in reference to the Occupy movement)                                                                                  |
| 2012  | #hashtag                            | [ 30 ] |
| 2013  | because                             | introducing a noun, adjective, or other part of speech: "because reasons," "because awesome") .                        |
| 2014  | #blacklivesmatter                   | |
| 2015  | they (singulier)                    | |
| 2016  | dumpster fire                       | ("gender-neutral singular pronoun for a known person, particularly as a nonbinary identifier")                         |
| 2017  | fake news                           | misinformation, hoaxes, and propaganda, especially as spread on social media sites to boost web traffic.               |
| 2018  | tender-age shelter                  | ("government-run detention centers that have housed the children of asylum seekers at the U.S./Mexico border")         |
| 2019  | (my) pronouns                       | "Recognized for its use as an introduction for sharing one's set of personal pronouns (as in 'pronouns: she/her')."    |
| 2020  | Covid                               | |
| 2021  | Insurrection                        | referring to the January 6 United States Capitol attack.                                                               |
| 2022  | -ussy                               | (suffix from pussy) |
| 2023  | enshittification                    | |